# Casa Comolli
La casa Comolli est un bâtiment historique de la ville de Milan en Italie.

## Histoire
Le bâtiment est construit en 1910,.

## Description
Le palais, qui se développe sur cinq niveaux, se situe au long de la via Giulio Romano.
Il constitue un des exemples de liberty milanais. Il se distingue pour ses décorations élaborées, notamment les lésènes et les balcons curvilignes du dernier étage. Les décorations comprennent guirlandes, balcons, corniches et deux grands portails d'entrée ornés de mascarons et des numéros de la maison.